# تپه مرادآباد
تپه مراد آباد مربوط به عصر مس و سنگ - هزاره اول قبل از میلاد است و در شهرستان کرمانشاه، بخش مرکزی، وسط روستای مراد آباد، حاشیه شرقی شهر کرمانشاه واقع شده و این اثر در تاریخ ۲۶ اسفند ۱۳۸۷ با شمارهٔ ثبت ۲۵۵۵۴ به‌عنوان یکی از آثار ملی ایران به ثبت رسیده است.